# Col de Couraduque
Le col de Couraduque est un col des Pyrénées situé dans le département des Hautes-Pyrénées, en région Occitanie, à une altitude de 1 366 m.
Il permet d’accéder d’Argelès-Gazost dans le Lavedan à la station de ski de Val d’Azun.

## Toponymie
En occitan, courade désigne un col ouvert, large, une depression sur une croupe.

## Géographie
C'est le point de passage entre le val d'Azun et la vallée du Bergons, par la route départementale D 928 côté Aucun ou par la route du col de Spandelles via le refuge du Haugarou.
La route est particulièrement dégradée (partie empierrée) côté Bergons (dangereux pour les véhicules comme pour les cyclistes à la descente) et il arrive que les conditions météorologiques ou d'enneigement lui imposent une fermeture temporaire sur les deux versants.

## Activités

### Accueil touristique
On arrive au col sur une esplanade qui comporte un parking de 200 places et des installations comprenant un bar restaurant et l’accueil pour la station des ski, certaines ouvertes toute l'année, tandis que d'autres ne sont ouvertes qu'en période estivale.

### Sport

#### Cyclisme
Après avoir quitté Argelès-Gazost, l’ascension vers le col de Couraduque débute réellement à Aucun pour 6,5 km à 8 % à partir du croisement (850 m) entre la RD 918 et la route du val d’Azun RD 928.
La pente irrégulière retrouve ensuite des pourcentages proches de 6 % dans une portion plus facile à la traversée des granges de Bérie de Lahore (1 100 m) à 3 km.
La dernière véritable difficulté est un kilomètre à 9 % qui débute à 1,5 kilomètre de l’arrivée, à l’épingle d’Aguses.

#### Randonnée pédestre
Plusieurs sentiers de randonnée passent au col de Couraduque, permettant différentes randonnées pédestres en moyenne montagne.

#### Ski de fond
Le col abrite la station de ski de Val d’Azun pour le départ de plusieurs pistes de ski de fond.

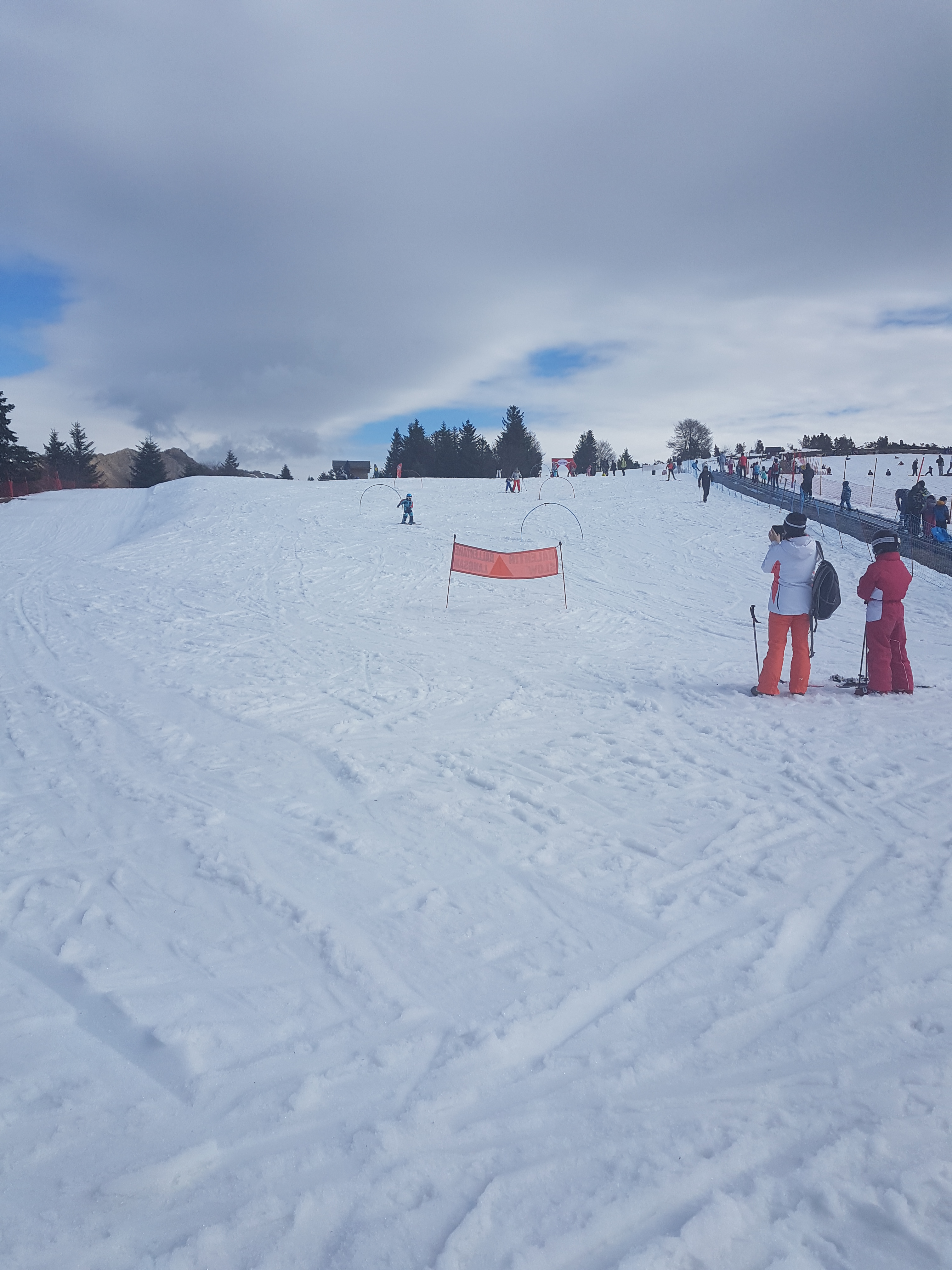
Piste verte L'Ours.
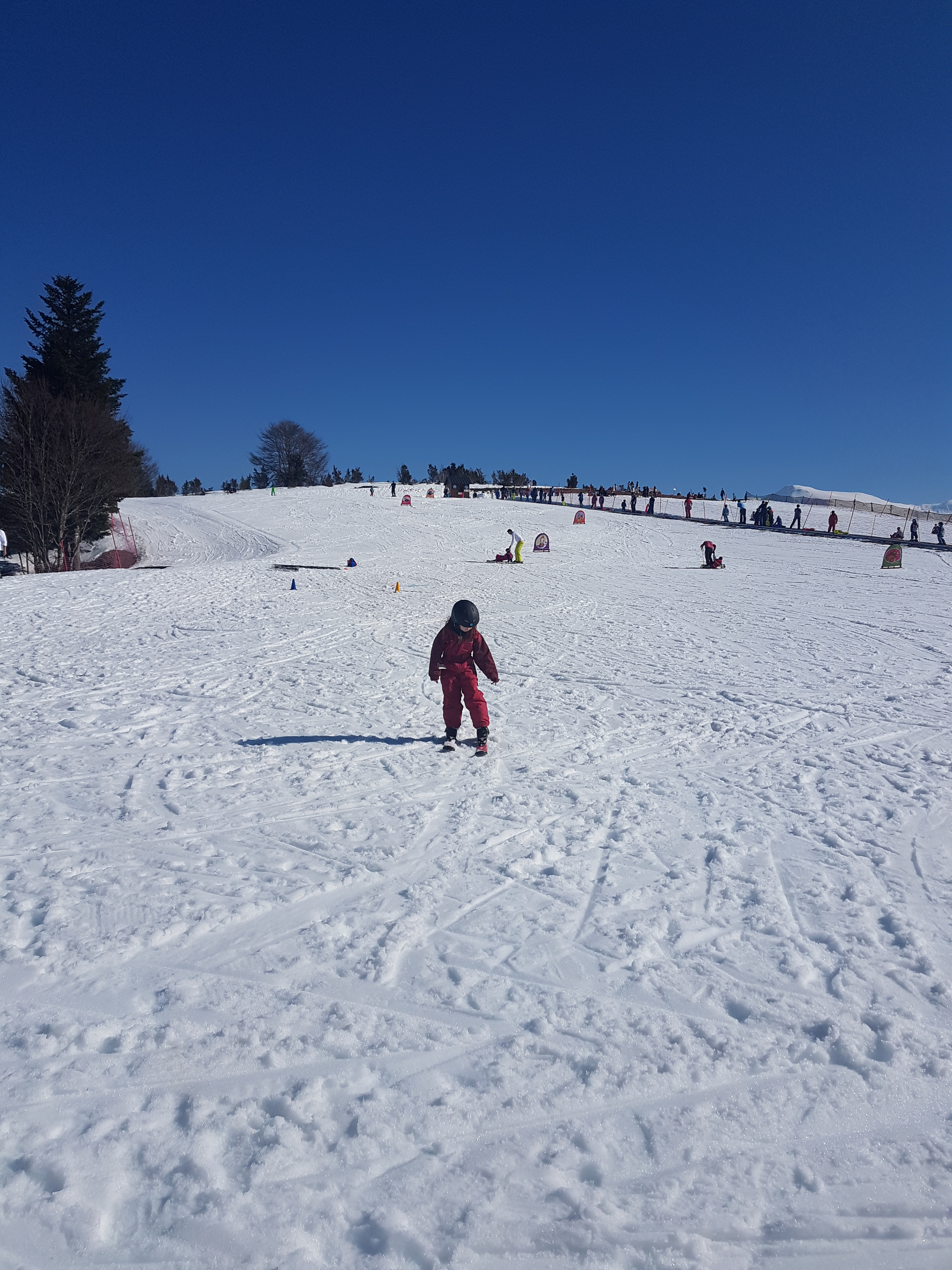
Piste bleue La Gypaète.
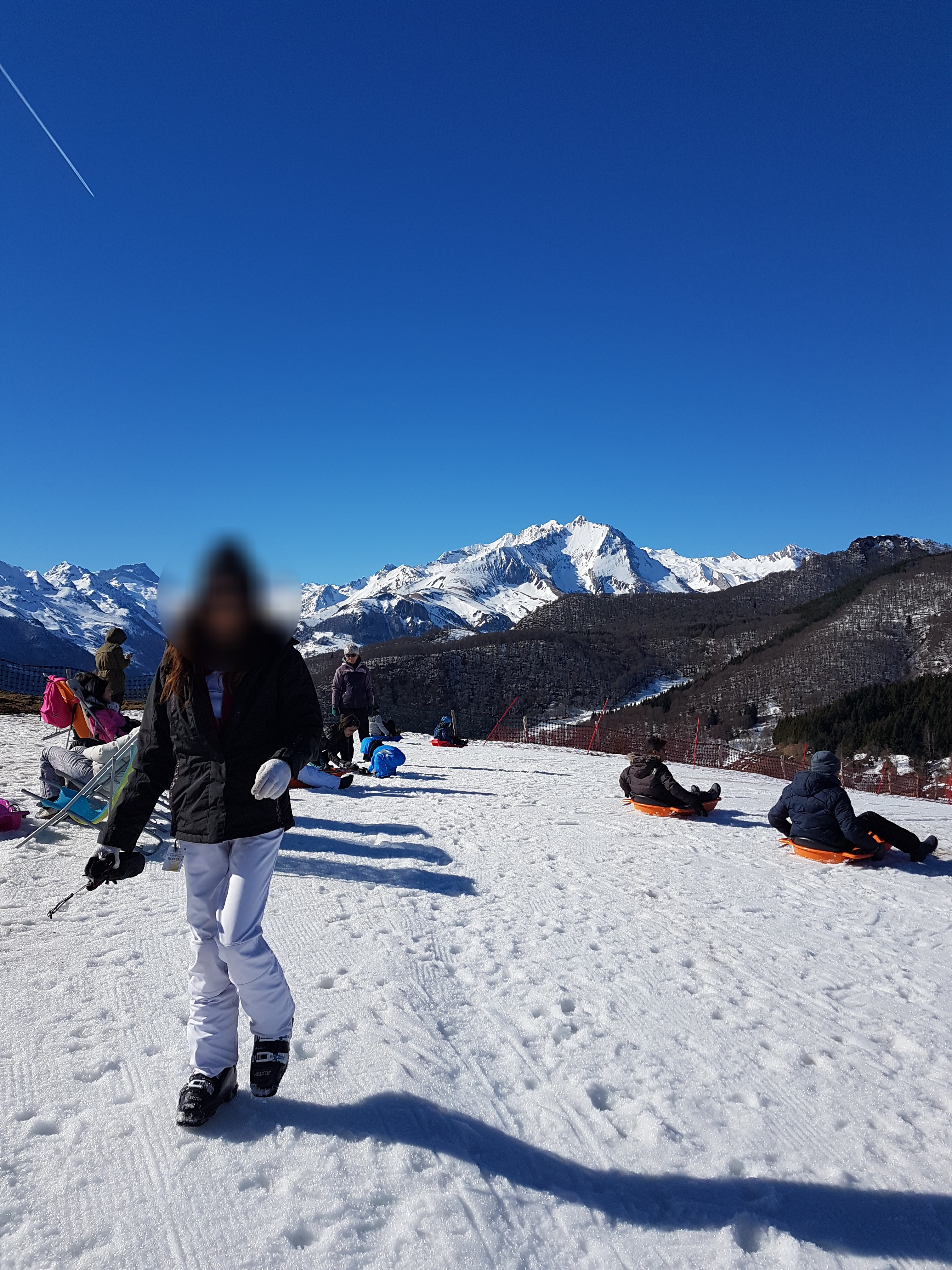
Panorama de la piste de luge.
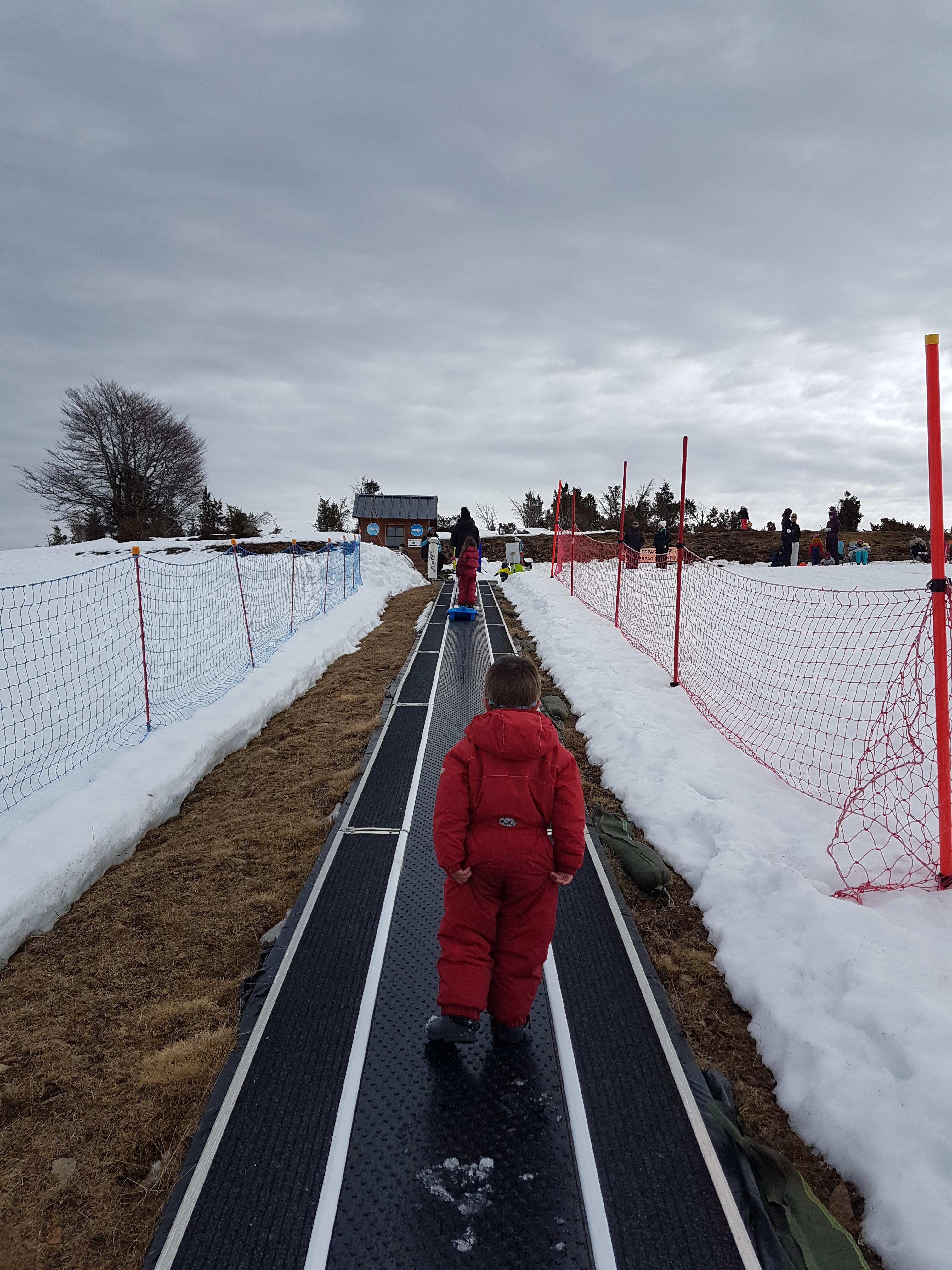
Tapis roulant pour luge et ski.